# Gongbo
Gongbo (kinesiska: 贡波, 贡波乡) är en socken i Kina. Den ligger i provinsen Sichuan, i den sydvästra delen av landet, omkring 510 kilometer väster om provinshuvudstaden Chengdu. Antalet invånare är 1277. Befolkningen består av 650 kvinnor och 627 män. Barn under 15 år utgör 20,0 %, vuxna 15-64 år 71 %, och äldre över 65 år 8,0 %.
Genomsnittlig årsnederbörd är 649 millimeter. Den regnigaste månaden är juli, med i genomsnitt 229 mm nederbörd, och den torraste är december, med 1 mm nederbörd.